# 岩木秀之
岩木 秀之（いわき ひでゆき、1971年3月21日 - ）は、日本の武道家、総合格闘家。
身長171cm。
2005年に開催された第2回空道世界選手権中量級世界王者。現役時代は「越後の虎」と異名を取った。
2014年2月まで大道塾空道の新潟支部、大形道場の師範代として在籍していた。
- 少年時代は虚弱体質で、それを克服するため、小学4年生から柔道を習い始め、そのおかげですっかり健康な少年になった。
- 1992年に大道塾に入門。1994年からは県大会、東日本大会などで、6年間連続優勝を果たした。
- 1998年、モスクワ大会・中量級にて準優勝。
- 2001年に行われた北斗旗体力別全日本大会・軽重量級にて優勝。
- 第1回世界大会に軽重量級に日本代表の一人として出場後、現役を退き、後進の指導に当たるが、3年間のブランクを経て、現役選手復帰を表明。
- 2004年、北信越大会にて優勝。同年の北斗旗空道全日本無差別大会は3回戦進出。
- 2005年、北斗旗空道全日本体力別選手権では、中量級にてベスト4入り。
- 2005年、第2回空道世界選手権・中量級に出場し、優勝。世界王者となる。
- 2014年より、大道塾から独立し、総合空手『夢源会』を立ち上げた。現在も岩木本人がその道場で直接指導に当たっている。
- 2018年には、新潟プロレスに所属するプロレスラー、シマ重野選手に打撃技の指導を行った。
- 2019年までに、新潟県内の小中学校を訪れ、不審者から素早く逃げるための生徒向け護身の指導を多数行っている。

## 人物、逸話
- 2005年の第2回空道世界選手権に出場した際、パワフルな外国人選手に組み伏せられる体勢となったが、数秒後、相手選手が崩れ落ち、岩木は何事もなかったかのように立ち上がった。下からの絞め技が小さな動作で綺麗に入ったため、相手選手が気絶していることに、すぐ側で見ていた審判も気がつかなかった。[1]

- 同大会では、世界大会という最大規模の公式戦ながら、カポエイラのトリッキーなステップワークを巧みに使い相手を幻惑し、強靱な筋力を誇る外国人勢や勢いのある若手選手を下し、34歳にして優勝をもぎ取った。[2]

- 「指導員は根性論だけではなく、身体を科学的に理解していなければいけない」という本人の理念のもと、アディダスファンクショナルトレーナーの公認資格を取得している。

- 新潟プロレスに所属するプロレスラー、シマ重野選手が、パンクラスの設立者であり総合格闘家として有名な船木誠勝選手と対戦するにあたり、実戦的な打撃技術の習得のために夢源会を訪れ、岩木は2018年07月11日から11月21日までの約四ヶ月間にわたって、マンツーマンで打撃技の攻防両面の指導に励んだ。

- 道場での指導だけではなく、頻発する犯罪から身を守るため、女性のための護身の指導、小中学校などへ出張しての、不審者からいかに迅速に逃げて身を守るかの指導など、女性や子供達の護身の指導を積極的に行っている。[11][12][13][14][15][16][17]

## 参考
1. ↑  
「DVD 第2回世界空道選手権大会」中量級2回戦より
2. ↑  
「DVD 第2回世界空道選手権大会」中量級決勝戦より
3. ↑  シマ重野打撃特訓！船木誠勝戦！1「新潟プロレス 公式チャンネル」より
4. ↑  シマ重野打撃特訓！船木誠勝戦！第二弾
5. ↑  シマ重野打撃特訓！船木誠勝戦！第三弾
6. ↑  シマ重野打撃特訓！船木誠勝戦！第四弾
7. ↑  シマ重野打撃特訓！船木誠勝戦！第五弾
8. ↑  シマ重野打撃特訓！船木誠勝戦！第六弾
9. ↑  シマ重野打撃特訓！船木誠勝戦！第七弾
10. ↑  シマ重野打撃特訓！船木誠勝戦！第八弾
11. ↑  総合空手「夢源会」主催の、現代護身セミナー
12. ↑  総合空手夢源会　女性のための護身術セミナー(BSNニュース「ゆうなび」)
13. ↑  総合空手夢源会　女性のための護身術(2017年01月まきちゃんと○○。season2)
14. ↑  総合空手｢夢源会｣女性のための護身術セミナー(2017年10月24日　BSN「ゆうなび」)
15. ↑  総合空手｢夢源会｣小学生向け防犯・護身術セミナー(2018年06月13日　スーパーJにいがた)
16. ↑  総合空手｢夢源会｣護身への取り組み(2018年06月26日　Tenyニュース　夕方ワイド新潟一番)
17. ↑  総合空手｢夢源会｣新潟中央高校での護身セミナー(2018年11月15日　Tenyニュース 夕方ワイド新潟一番)